# Risztov Éva
Risztov Éva Fruzsina (Hódmezővásárhely, 1985. augusztus 30. –) olimpiai bajnok, háromszoros világbajnoki ezüstérmes, hétszeres Európa-bajnoki ezüstérmes (hatszor 50 m-es medencében, egyszer nyílt vízben), egyszeres Európa-bajnoki bronzérmes, hatszoros rövid pályás Európa-bajnok, hétszeres ifjúsági Európa-bajnok, a felnőttek között ötvennyolcszoros országos bajnok magyar úszó. Felnőtt országos csúcstartó 1500 m gyorson 50 méteres medencében és 800 m gyorson 25 méteres medencében, volt rövid pályás Európa-csúcstartó 800 m gyorson. 11 évig tartotta 50 méteres medencében a 400 méteres gyorsúszás hazai rekordját, 2002-től 2013-ig.
Olimpiai bajnoki címét a 2012-es londoni olimpián szerezte 10 km-es nyílt vízi úszásban.

## Sportpályafutása

### 1998–2000
Hódmezővásárhelyen kezdett el úszni. 1998-ban, 13 évesen szerezte első magyar bajnoki aranyérmeit. 1999-ben hatszoros magyar bajnok volt. Az ötven méter kivételével minden gyorsúszószámot megnyert. Az Európai Ifjúsági Olimpiai Napokon 200 pillangón, 200 és 400 gyorson, valamint 200 és 400 vegyesen szerzett elsőséget. Az Eb-n és az ifi Eb-n nem indulhatott, mert nem érte el az alsó korhatárt. 2000-ben újabb bajnoki aranyakat szerzett. Az ifi Eb-n 200 pillangón, 400 és 800 gyorson lett első. 400 méteren első felnőtt magyar csúcsával nyert. Az olimpián 400 gyorson 29., 800 gyorson 14., 200 pillangón 16. lett.

### 2001–2005
2001-től a Bp. Spartacus versenyzője lett. Az ifi Eb-n négy aranyérmet nyert. A felnőtt vb-n 200 pillangón hatodik, 200 vegyesen 20., 400 vegyesen 16. lett. Az első alkalommal megrendezett rövid pályás ob-n három egyéni számban ért el első helyezést. A 2002-es ob-n három számban ért el országos csúcsot. A berlini Eb-n Egerszegi magyar rekordját megdöntve lett második 400 vegyesen. Újabb csúcsokkal újabb ezüstöket szerzett 800 m gyorson, 200 pillangón és 400 vegyesen. A rövid pályás szezonban az első két percen belüli magyar úszónő lett 200 gyorson. A táv Európa-bajnokságán három aranyérmet nyert. Ezen a versenyen 800 gyorson Európa-csúcsot ért el. 2003-at országos csúccsal kezdte, ezúttal 1500 méteren. Az ob-n 11 számban szerzett érmet, és a viadal legeredményesebb női versenyzője lett. A vb-n 400 gyorson, 400 vegyesen és 200 pillangón lett második, 800 gyorson hatodik helyezést ért el. A rövid pályás Eb-n két arannyal zárt: 800 gyorson harmadik, 400-on ötödik lett. A 2004-es ob-n tíz aranyérmet nyert. Az Európa-bajnokságon 400 vegyesen második, 100 pillangón 23., 200 pillangón negyedik, a 4×100 méteres vegyes váltóval nyolcadik lett. Az olimpián négyszáz méter vegyesen negyedik, 400 gyorson 15., 200 pillangón nyolcadik lett. A 800 méteres gyorsúszástól visszalépett. A rövid pályás Eb-n 400 vegyesen első, 200 pillangón negyedik lett. 2005 májusában egy balesetben agyrázkódást szenvedett, ezért és egy betegsége miatt három hétre le kellett állnia az edzésekkel. Az ob-n csak 800 gyorson tudott aranyérmet nyerni egyéni versenyszámban. A vb-n 400 vegyesen hetedik, 400 és 800 gyorson 13., 1500 gyorson 16. volt. 2005 októberében bejelentette visszavonulását.

### 2009–2012
Visszavonulása után sem szakadt el az úszástól. Részt vett a 2006-os budapesti úszó Eb lebonyolításában. 2009 márciusában bejelentette visszatérését hosszútávú úszóként. Júliusban női versenycsúccsal megnyerte a balatoni öbölátúszó versenyt. A rövid pályás ob-n 800 méteren szerzett bronzérmet.
2010-ben az Európa-kupa versenyeken 10 km-en Izraelben ötödik, Olaszországban első, valamint Törökországban 5 km-en első lett. Az Európa-bajnokságon 10 km-en hetedik volt.
2011 áprilisában a mexikói Cancúnban ezüstérmet szerzett a 10 km-es Világ-kupa versenyen. Májusban a pozsonyi Szlovák gp-n 1500 méteren megjavította saját, nyolcéves országos csúcsát, 800-on az olimpiai A-szintnél jobb eredményt ért el, s így teljesítette a londoni olimpiai részvétel feltételét. 2011 júniusában, a debreceni országos bajnokságon, hat év után ismét országos bajnoki címet szerzett három számban is: 400 m, 800 m és 1500 m gyorsúszásban. A sanghaji világbajnokságon a 10 km-es számban kizárták a versenyből. A 2011-es rövid pályás Európa-bajnokságon hátfájdalmai miatt nem indult.
2012 márciusában az olimpiai felkészülés felmérőjeként több számban is elindult a debreceni országos bajnokságon. Az első napon a 200 méteres pillangóúszásban rögtön ezüstérmet szerzett olimpia B szintidővel. A magyar bajnokság második napján a 800 méter gyors már az ő száma volt, hiszen a londoni olimpián is ebben próbált sikert elérni. A cívisvárosi viadalon magasan a Debreceni Sportcentrum-Sportiskola versenyzője számított a favoritnak, ráadásul ebben a versenyszámban ő volt a címvédő. Ennek megfelelően meg is nyerte a futamot, a papírformának megfelelően diadalmaskodott az olimpiai számában. A harmadik napon 400 méter gyorson állt rajthoz, ahol a döntőben 4:08,21-es idejével maga mögé utasította a teljes mezőnyt. A bajnokság utolsó napján rendezték meg az 1500 méteres gyorsúszást, melyet megnyerve nemcsak saját országos csúcsát javította meg, hanem a világranglista élére is úszott ezzel az időeredménnyel.
2012 májusában megnyerte a nyílt vízi hosszútávúszó Európa-kupa 10 km-es számát Eilatban. Néhány nappal később a debreceni úszó Európa-bajnokságon 800 méteres gyorsúszásban szoros versenyben, mindössze 8 század másodperccel elmaradva a 2. helyezettől, bronzérmet szerzett. Az 1500 m gyors döntőjében egy ötös bolyban úszva haladt az élen, majd a spanyol Mireia Belmonte Garciával külön csatába kezdett. A párharcot a spanyol nyerte, így végül ezüstéremmel zárt, de így is jelentősen faragott idén május 1-jén úszott országos rekordjából, és végül 16:10,04 perces idővel ért célba. A 400 méteres gyorsúszás döntőjében kiélezett versenyben a negyedik helyezést csípte el.
2012 júniusában a Setubalban megrendezett nyílt vízi olimpiai kvalifikációs versenyen elért második helyezésével kivívta a 2012-es londoni nyári olimpián való részvételi jogot ebben a számban is.
A londoni nyári olimpián négy versenyszámban indult: 400 méter gyors, 800 méter gyors, 4×100 méter gyorsváltó és 10 km nyílt vízi úszás. A 4×100 méteres gyorsváltóval 15. volt, 400 méter gyorson a 16. helyen végzett. 800 méter gyorson 13. lett a selejtezőben. A 10 km-es nyílt vízi úszásban a versenyben szinte végig élen haladva, nagyon taktikus versenyzéssel, sokáig több testhosszal vezetve, az utolsó métereken hatalmas küzdelemben olimpiai bajnok lett 1 óra 57 perc 38,2 másodperces idővel.

### 2013
A 2013-as évet is jól kezdte, januárban az első maratonúszó medencés országos bajnokságon Debrecenben 5 km-en 58:59,73-as idővel diadalmaskodott. 2013 januárjában a Magyar Úszó Szövetség sportolói bizottságának tagja lett.
Februárban ötödikként csapott a célba Argentínában a 10 km-es Világkupa versenyen, amelyet a Rio Negro folyóban rendeztek meg.
Áprilisban, a város napján, a Debrecen Város Díszpolgára kitüntető címet adományozta neki a város közgyűlése.
Május végén győzelemmel kezdte a 2013-as nyílt vízi Európa-Kupa sorozatot Bat Yam-ban, Izraelben, 7,5 km-es távon.
Június 22-én a nyílt vízi Európa-kupa sorozat idei második állomásán, Balatonfüreden 6 tized másodperccel ugyan, de győzni tudott 10 km-es távon a 30 fokos vízben.
A 2013-as világbajnokságon 10 km-en és csapatban is kilencedik lett.
2013 novemberétől a többszörös világbajnok Thomas Lurzzal edz Németországban.

### 2014
2014. április 24-én a LEN Nyílt vízi Európa Kupa-sorozatának izraeli nyitóversenyén a 10 km-es úszás végén azután zárták ki, hogy elsőként ért célba. Mivel több méterrel a mezőny előtt haladt és a kizárás indoka verekedés volt, Gellért Gábor, a nyílt vízi válogatott szövetségi kapitánya szerint a bírók összetévesztették a versenyzők karjára festett 51-es és 61-es rajtszámot, és tévedésből közölték, hogy a 61-es számú Risztovot diszkvalifikálták. A verseny után a magyar csapat óvását nem vették át a bírók, mivel a megadott fél órán túl nyújtották be.
2014. május 24-én Portelben, a nyílt vízi úszók portugáliai nemzetközi bajnokságán, 10 km-es távon első helyen csapott a célba, és mindössze 1 másodperccel verte a szintén magyar Olasz Annát. A viadal egyike volt annak a két válogatóversenynek, amelyeken a magyar nyílt vízi úszók kvalifikálhatták magukat az augusztusi, berlini Európa-bajnokságra.
2014. augusztus 13-án az úszó-Európa-bajnokságon, a 10 km-es nyílt vízi számban hatalmas véghajrával, végül 0,5 másodperccel jobb idővel a második helyen csapott célba, így tizenkét év elteltével ismét ezüstérmet szerzett Berlinben.

### 2015
A 2015-ös úszó-világbajnokságon 5 km-en 12. lett. A 10 km-es számban 10. helyével olimpiai kvótát szerzett. Csapatban (Gyurta Gergely, Székelyi Dániel) a hetedik helyen végzett.
A 2015 augusztusában lejáró debreceni szerződését nem újította meg, és a Kőbánya SC versenyzője lett.

### 2016
A Londonban megrendezésre került úszó Európa-bajnokságon, május 18-án a 800 méteres gyorsúszás előfutamában 8:39,81-es időeredménye a 12. legjobb idő volt, amivel nem jutott be a döntőbe. A júliusi nyílt vízi Európa-bajnokságon 10 km-en harmadikként ért a célba, de a verseny után kizárták. A csapatversenyben harmadik lett.
Augusztus 11-én a Rio de Janeiróban megrendezett 2016. évi nyári olimpiai játékok 800 m gyorsúszás számában 14. helyezést ért el, 8:33,36-os időeredménnyel.
Augusztus 15-én a Rio de Janeiróban megrendezett 2016. évi nyári olimpiai játékok 10 km-es nyílt vízi úszás számában 13. helyezést ért el, 1 óra 57:42,08-es időeredménnyel.

### 2017
2017. február 8-án jelentette be visszavonulását.

## Eredményei
2016
- Augusztus 15.: 2016. évi nyári olimpiai játékok ( Rio de Janeiro): 10 km-es nyílt vízi úszás – 13. helyezés (1:57:42,08)[36]
- Augusztus 11.: 2016. évi nyári olimpiai játékok ( Rio de Janeiro): 800 m gyors – 14. helyezés (8:33,36)[35][39]

2015
- Július 30.: 2015-ös úszó-világbajnokság ( Kazany): Csapat (5 km) – 7. helyezés (56 perc 8,4 mp)[40]
- Július 28.: 2015-ös úszó-világbajnokság ( Kazany): 10 km – 10. helyezés (1 óra 58 perc 36,40 mp)[41]
- Július 25.: 2015-ös úszó-világbajnokság ( Kazany): 5 km – 12. helyezés (59 perc 16,10 mp)[42]
- Július 4.: 33. Balaton-átúszás ( Révfülöp–Balatonboglár): 5,2 km  Arany (1 óra 2 perc 16 mp)[43]
- Június 20.: FINA Nyílt vízi Világkupa ( Balatonfüred): 10 km  Ezüst (1 óra 50 perc 37,69 mp)[44]
- Május 2.: FINA Nyílt vízi Világkupa ( Cozumel): 10 km, 8. helyezés (1 óra 48 perc 25,00 mp)[45]

2014
- Európa-bajnokság (Berlin):  Ezüst 10 km (1:56:08,00)[46]
- Magyar bajnokság ( Debrecen):  Ezüst 800 m gyors (8:36,91)
- Magyar bajnokság ( Debrecen):  Ezüst 1500 m gyors (16:32,79)

2013
- Nyílt vízi Európa-Kupa ( Balatonfüred):  Arany 10 km
- Nyílt vízi Európa-Kupa ( Bat Yam):  Arany 7,5 km
- Nyílt vízi Világkupa (): 5. helyezés, 10 km (2:00:06,04)
- Maratonúszó medencés országos bajnokság ( Debrecen):  Arany 5 km (58:59,73)

2012
- Olimpiai játékok ( London):  Arany, olimpiai bajnok – 10 km-es nyílt vízi úszás (1:57:38,2)[47]
- Európa-bajnokság ( Debrecen):  Ezüst 1.500 m gyors (16:10,04)[48]
- Európa-bajnokság ( Debrecen):  Bronz 800 m gyors (8:27,87)[48]
- Európa-bajnokság ( Debrecen): 4. helyezés, 400 m gyors (4:07,72)[48]
- Hosszútávúszó Európa-kupa ( Eilat):  Arany 10 km
- Magyar bajnokság ( Debrecen):  Arany 1.500 m gyors (16:12,95)[49]
- Magyar bajnokság ( Debrecen):  Arany, 400 m gyors (4:08,21)[50]
- Magyar bajnokság ( Debrecen):  Arany, 800 m gyors (8:31,09)[51]
- Magyar bajnokság ( Debrecen):  Ezüst, 200 m pillangó (2:09,55)[52] [olimpiai B szintidő teljesítés][53]
- Hosszútávúszó ob (Székesfehérvár):  Arany, 10 km hosszútávúszó uszodai országos bajnokság (2:01:56,67)[54]

2011
- Magyar bajnokság ( Debrecen):  Arany, 400 m gyors (4:07,99)[55] [olimpiai A szintidő teljesítés][56]
- Magyar bajnokság ( Debrecen):  Arany, 800 m gyors (8:29,23)[57] [olimpiai A szintidő teljesítés][56]
- Magyar bajnokság ( Debrecen):  Arany, 1500 m gyors (16:19,48)[58]
- Szlovák Nagydíj ( Pozsony): 1500 m gyors (16:13,00) [országos csúcs]
- Szlovák Nagydíj ( Pozsony): 800 m gyors (8:32,07) [olimpiai A szintidő teljesítés][59]
- Hosszútávúszó Világ-kupa ( Cancún):  Ezüst, 10 km[60]

2010
- Hosszútávúszó Európa-kupa ( Kocaeli):  Arany, 5 km[61]
- Hosszútávúszó Európa-kupa ( San Felice Circeo):  Arany, 10 km[62]
- Nyílt vízi Világ-kupa ( Eilat): 6. helyezés, 10 km[63]
- Úszó-Európa-bajnokság ( Budapest): 7. helyezés, 10 km hosszútávúszás[64]

2009
- 28. Balaton-átúszás ( Révfülöp–Balatonboglár): 5,2 km  Arany (1 óra 5 perc 54 mp)[65]
- Öbölátúszás ( Balaton, Balatonfüred és Tihany között):  Arany[66]
- Rövid pályás országos bajnokság ( Százhalombatta):  Bronz 800 m gyors

2004
- 2004. évi nyári olimpiai játékok  Athén: 4. helyezés, 400 m vegyes (4:39,29)[67]
- 2004. évi nyári olimpiai játékok  Athén: 15. helyezés, 400 m gyors (4:12,08)[68]
- 2004. évi nyári olimpiai játékok  Athén: 8. helyezés, 200 m pillangó (2:10,58)[69]
- Európa-bajnokság ( Madrid):  Ezüst 400 m vegyes
- Rövid pályás Európa-bajnokság ( Bécs):  Arany 400 m vegyes (4:32,26)

2003
- Világbajnokság ( Barcelona):  Ezüst 400 m gyors (4:07,24)
- Világbajnokság ( Barcelona):  Ezüst 200 m pillangó (2:07,68)
- Világbajnokság ( Barcelona):  Ezüst 400 m vegyes (4:37,39)
- Rövid pályás Európa-bajnokság ( Dublin):  Arany 200 m pillangó (2:06,72)
- Rövid pályás Európa-bajnokság ( Dublin):  Arany 400 m vegyes (4:33,57)
- Rövid pályás Európa-bajnokság ( Dublin):  Bronz 800 m gyors (8:23,94)

2002
- Európa-bajnokság ( Berlin):  Ezüst 400 m gyors (4:07,24)
- Európa-bajnokság ( Berlin):  Ezüst 800 m gyors (8:28,06)
- Európa-bajnokság ( Berlin):  Ezüst 200 m pillangó (2:08,24)
- Európa-bajnokság ( Berlin):  Ezüst 400 m vegyes (4:36,17)
- Rövid pályás Európa-bajnokság ( Riesa):  Arany 400 m gyors (4:01,95)
- Rövid pályás Európa-bajnokság ( Riesa):  Arany 800 m gyors (8:14,72) - Európa rekord
- Rövid pályás Európa-bajnokság ( Riesa):  Arany 200 m pillangó (2:07,19)
- Rövid pályás Európa-bajnokság ( Riesa):  Ezüst 400 m vegyes (4:33,09)

2001
- Világbajnokság ( Fukuoka): 6. helyezés, 200 m pillangó
- Ifjúsági Európa-bajnokság ( Valletta):  Arany 800 m gyors
- Ifjúsági Európa-bajnokság ( Valletta):  Arany 200 m pillangó
- Ifjúsági Európa-bajnokság ( Valletta):  Arany 200 m vegyes
- Ifjúsági Európa-bajnokság ( Valletta):  Arany 4x200 m gyorsváltó
- Országos bajnokság ( Székesfehérvár):  Arany 400 m gyors (4:17,38)
- Országos bajnokság ( Székesfehérvár):  Arany 800 m gyors (9:14,63)
- Országos bajnokság ( Székesfehérvár):  Arany 200 m pillangó (2:16,97)
- Országos bajnokság ( Székesfehérvár):  Arany 200 m vegyes (2:17,77)
- Országos bajnokság ( Székesfehérvár):  Arany 400 m vegyes (4:45,22)
- Országos bajnokság ( Székesfehérvár):  Arany 4×200 m gyorsváltó (8:26,97)
- Országos bajnokság ( Székesfehérvár):  Arany 4×100 m vegyes váltó (4:14,30)

2000
- 2000. évi nyári olimpiai játékok ( Sydney): 16. helyezés, 200 m pillangó
- 2000. évi nyári olimpiai játékok ( Sydney): 29. helyezés, 400 m gyors
- 2000. évi nyári olimpiai játékok ( Sydney): 14. helyezés, 800 m gyors
- Ifjúsági Európa-bajnokság ( Dunkerque):  Arany 400 m
- Ifjúsági Európa-bajnokság ( Dunkerque):  Arany 800 m gyors
- Ifjúsági Európa-bajnokság ( Dunkerque):  Arany 200 m pillangó
- Ifjúsági Európa-bajnokság ( Dunkerque):  Ezüst 200 m gyors
- Országos bajnokság ( Budapest):  Arany 200 m gyors (2:03,50)
- Országos bajnokság ( Budapest):  Arany 400 m gyors (4:17,01)
- Országos bajnokság ( Budapest):  Arany 800 m gyors (8:44,95)
- Országos bajnokság ( Budapest):  Arany 200 m pillangó (2:11,93)
- Országos bajnokság ( Budapest):  Ezüst 100 m pillangó (1:01,69)
- Országos bajnokság ( Budapest):  Ezüst 400 m vegyes (4:55,33)

1999
- Hatszoros felnőtt országos bajnok
- Négyszeres ifjúsági országos bajnok
- Kilencszeres serdülő országos bajnok
- Ötszörös bajnok: Európai Ifjúsági Olimpiai Fesztivál ( Esbjerg)

1998
- Kétszeres felnőtt bajnok: 400 m és 800 m gyors
- Rövid pályás Világkupa-futam ( Imperia):  Arany 800 m gyors

1997
- Ötszörös utánpótlás bajnok

1996
- Országos gyermekbajnokság 1. helyezés: 200 m vegyes

## Magyar bajnokság
|                  | 1997 | 1998 | 1999 | 2000 | 2001 | 2002 | 2003 | 2004 | 2005 | 0–0 | 2011 | 2012 | 2013 | 2014 | 2015 | 2016 |
| ---------------- | ---- | ---- | ---- | ---- | ---- | ---- | ---- | ---- | ---- | --- | ---- | ---- | ---- | ---- | ---- | ---- |
| 100 m gyors      |      |      | 1.   | 5.   |      | 1.   | 1.   | 1.   | 4.   |     |      |      |      |      |      |      |
| 200 m gyors      |      |      | 1.   | 1.   |      | 1.   | 1.   | 1.   | 2.   |     |      |      |      |      |      |      |
| 400 m gyors      |      | 1.   | 1.   | 1.   | 1.   | 1.   | 1.   | 1.   | 2.   |     | 1.   | 1.   |      |      |      |      |
| 800 m gyors      |      | 1.   | 1.   | 1.   | 1.   | 1.   | 1.   | 1.   | 1.   |     | 1.   | 1.   |      | 2.   |      | 2.   |
| 1500 m gyors     |      |      |      |      |      | 1.   | 1.   | 1.   | 2.   |     | 1.   | 1.   |      | 2.   |      |      |
| 100 m pillangó   |      |      |      | 2.   |      |      | 1.   |      |      |     |      |      |      |      |      |      |
| 200 m pillangó   | 4.   |      | 1.   | 1.   | 1.   | 1.   | 1.   | 1.   | 6.   |     |      | 2.   |      |      |      |      |
| 200 m vegyes     |      |      | 2.   |      | 1.   |      |      |      |      |     |      |      |      |      |      |      |
| 400 m vegyes     |      |      | 1.   | 2.   | 1.   | 1.   | 1.   | 1.   | 3.   |     |      |      |      |      |      |      |
| 4 × 100 m gyors  |      |      | 4.   |      |      | 2.   | 2.   | 1.   | 1.   |     |      | 8.   |      |      |      |      |
| 4 × 200 m gyors  |      |      | 3.   |      | 1.   | 1.   | 2.   | 1.   | 1.   |     |      |      |      |      |      | 2.   |
| 4 × 100 m vegyes |      |      | 4.   |      | 1.   | 1.   | 1.   | 1.   | 2.   |     |      |      |      |      |      |      |
| 5 km             |      |      |      |      |      |      |      |      |      |     |      |      | 1.   |      |      |      |
| 10 km            |      |      |      |      |      |      |      |      |      |     |      | 1.   | 1.   |      | 1.   |      |

## Legjobb időeredményei
- 50 m-es medence:
  - 100 m gyors: 57,70 (1999.07.01.) Esbjerg (DEN) – európai fiatalok olimpiai fesztiválja
  - 200 m gyors: 2:00,71 (2005.04.03.) Budapest (HUN) – országos bajnokság
  - 400 m gyors: 4:07,24 (2002.08.04.) Berlin (GER) – LEN Európa-bajnokság
  - 400 m gyors: 4:07,24 (2003.07.20.) Barcelona (ESP) – FINA Világbajnokság
  - 800 m gyors: 8:27,87 (2012.05.24.) Debrecen (HUN) – LEN Európa-bajnokság
  - 1500 m gyors: 16:10,04 (2012.05.26.) Debrecen (HUN) – LEN Európa-bajnokság
  - 100 m pillangó: 1:01,82 (2004.05.13.) Madrid (ESP) – LEN Európa-bajnokság
  - 200 m pillangó: 2:07,68 (2003.07.24.) Barcelona (ESP) – FINA Világbajnokság
  - 200 m vegyes: 2:17,82 (2001.07.08.) Málta – LEN Ifjúsági Európa-bajnokság
  - 400 m vegyes: 4:36,17 (2002.07.29.) Berlin (GER) – LEN Európa-bajnokság
  - 5 km maratonúszás: 58:59,73 (2013.01.13.) Debrecen – maratonúszó medencés országos bajnokság
- 25 m-es medence (rövid pályás):
  - 400 m gyors: 4:01,95 (2002.12.14.) Riesa (GER) – LEN Rövid pályás Európa-bajnokság
  - 800 m gyors: 8:14,72 (2002.12.13.) Riesa (GER) – LEN Rövid pályás Európa-bajnokság
  - 200 m pillangó: 2:06,72 (2003.12.11.) Dublin (IRL) – LEN Rövid pályás Európa-bajnokság
  - 200 m vegyes: 2:14,77 (2011.11.11.) Százhalombatta (HUN) – országos rövid pályás bajnokság
  - 400 m vegyes: 4:32,26 (2004.12.12.) Bécs (AUT) – LEN Rövid pályás Európa-bajnokság

## Rekordjai
| 200 m gyors - 2:02,26 (2001. április 12., Athén) ifjúsági országos csúcs - 2:01,02 (2002. június 29., Székesfehérvár) országos csúcs - 2:00,71 (2005. április 3., Budapest) országos csúcs 400 m gyors - 4:12,12 (2000. július 29., Dunkerque) országos csúcs - 4:09,32 (2002. június 15., Zágráb) országos csúcs - 4:07,24 (2002. augusztus 4., Berlin) országos csúcs 800 m gyors - 8:31,35 (2002. június 30., Székesfehérvár) országos csúcs - 8:29,92 (2002. július 31., Berlin) országos csúcs - 8:28,06 (2002. augusztus 1., Berlin) országos csúcs 1500 m gyors - 16:29,23 (2002. június 28., Székesfehérvár) országos csúcs - 16:21,82 (2003. február 15., Balatonfűzfő) országos csúcs - 16:13,00 (2011. május 27., Pozsony) országos csúcs - 16:12,95 (2012. április 1., Debrecen) országos csúcs - 16:10,04 (2012. május 26., Debrecen) országos csúcs 200 m pillangó - 2:10,39 (2001. április 7., Budapest) országos csúcs - 2:09,91 (2001. július 22., Fukuoka) országos csúcs - 2:09,30 (2002. március 23., Budapest) országos csúcs - 2:08,65 (2002. június 16., Zágráb) országos csúcs - 2:08,24 (2002. augusztus 4., Berlin) országos csúcs - 2:07,68 (2003. július 24., Barcelona) országos csúcs 400 m vegyes - 4:36,17 (2002. július 29., Berlin) országos csúcs | 200 m gyors, rövidpálya - 1:59,98 (2002. november 16., Zalaegerszeg) országos csúcs 400 m gyors, rövidpálya - 4:07,06 (2002. december 14., Riesa) országos csúcs - 4:01,95 (2002. december 14., Riesa) országos csúcs 800 m gyors, rövidpálya - 8:22,81 (2002. december 1., Budapest) országos csúcs - 8:14,72 (2002. december 13., Riesa) Európa-csúcs 100 m pillangó, rövidpálya - 1:01,02 (2001. december 9., Budapest) országos csúcs 200 m pillangó, rövidpálya - 2:10,19 (2002 november 16., Zalaegerszeg) országos csúcs - 2:08,17 (2002. december 12., Riesa) országos csúcs - 2:07,19 (2002. december 12., Riesa) országos csúcs - 2:06,72 (2003. december 11., Dublin) országos csúcs 100 m vegyes, rövidpálya - 1:03,98 (2001. december 9., Budapest) országos csúcs 200 m vegyes, rövidpálya - 2:14,21 (2001. december 8., Budapest) országos csúcs 400 m vegyes, rövidpálya - 4:32,93 (2002. december 1., Budapest) országos csúcs - 4:32,26 (2004. december 12., Bécs) országos csúcs |

## Díjai, elismerései
- Az év magyar úszója (2002, 2003, 2012)
- Az év magyar női sportolója: 2. helyezett (2002)
- Az év magyar női sportolója: 2. helyezett (2003)
- Nemzeti Sportszövetség: Az év magyar sportolója: 2. helyezett (2003)
- Magyar Köztársasági Ezüst Érdemkereszt (2004)
- Az év magyar hosszútávúszója (2010)
- A Magyar Érdemrend tisztikeresztje (2012)
- Hajós Alfréd-díj (2012)
- Az év európai nyílt vízi úszója (2012)[71]
- Hajdú-Bihar Megyei Príma-díj (2012)[72]
- Az év magyar sportolója (2012)
- Az év legjobb női nyílt vízi úszója (FINA) (2012)[73]
- Debrecen díszpolgára (2013)
- A magyar úszósport hírességek csarnokának tagja (2018)[74]